# Gordon Hodgson
Gordon Hodgson, född 16 april 1904, död 14 juni 1951, var en sydafrikansk idrottsman, mest känd som professionell fotbollsspelare i Liverpool FC. Han spelade även cricket och baseboll.
Hodgson föddes av engelska föräldrar i Johannesburg i Sydafrika. Han upptäcktes av Liverpool under en turné i England med sitt lag Transvaal FC och värvades, tillsammans med landsmännen Arthur Riley och James Gray, av tränaren Matt McQueen den 14 december 1925. Debuten skedde i en 1–1-match mot Manchester City den 27 februari 1926. Sina två första mål för Liverpool gjorde han mot Manchester United på Old Trafford elva dagar senare, en match som slutade 2–2. Under sin första säsong gjorde Hodgson fyra mål på tolv matcher.
Hodgson fortsatte att regelbundet göra mål för Liverpool, men trots det framgångsrika målskyttet var han inte med om att vinna några titlar, då laget under denna period inte kunde utmana topplagen. Under sin första hela säsong gjorde Hodgson totalt 18 mål, men det var säsongen 1930/31 som blev hans bästa då han gjorde 36 mål (samtliga i ligan), vilket var den högsta noteringen för en spelare under en säsong i Liverpool. Två år tidigare hade han gjort 32 mål, och under sina tio år i klubben kom han upp i över 20 mål vid sju tillfällen. Totalt gjorde han 241 mål på 377 matcher för Liverpool, ett rekord som stod sig i över 30 år då han på 1960-talet blev passerad av Roger Hunt.
Hodgson spelade tre landskamper för England. Han gjorde debut mot Nordirland den 20 oktober 1930 och hans enda mål kom mot Wales den 22 november 1930. Han spelade även en landskamp för Sydafrika.
Säsongen 1935/36 visade sig bli den då 31-årige Hodgsons sista i Liverpool, då han gjorde nio mål på 17 matcher. I januari 1936 såldes han till nyligen nedflyttade Aston Villa för 3000 pund, men stannade bara en halv säsong innan han flyttade till Leeds United, där han visade att han fortfarande höll på högsta nivå. Under sin första säsong i Leeds gjorde han sex mål på tretton matcher. Följande säsong gjorde han 26 mål på 38 matcher, varav fyra mot Everton på Elland Road i en match som slutade 4–4. Säsongen 1938/39 gjorde han 21 mål på 33 matcher. Den 1 oktober 1938 gjorde han fem mål mot Leicester City i en match som slutade 8–2 – ett rekord i Leeds United som fortfarande står sig.
Under andra världskriget gästspelade Hodgson för Hartlepool United. Efter kriget tog han över som manager i Port Vale, där han verkade fram till sin död den 14 juni 1951.